# Борисов Геннадій Володимирович
Генна́дій Володи́мирович Бори́сов (* 1962) — колишній український астроном, співробітник Кримської станції Астрономічного інституту імені Штернберга МДУ.

## З життєпису
Спостереження проводить, зокрема, за допомогою власноруч зібраних інструментів.
8 липня 2013 року виявив невідому раніше комету на трьох знімках, зроблених 20-сантиметровим астрографом. Комета проявилася як об'єкт 13-ї зоряної величини з яскравішим центром. Спостереження проводили в НДІ обсерваторії на території Бахчисарайського району на висоті 600 м над рівнем моря. 13 липня відкриття підтвердили.
Комета отримала позначення C/2013 N4 (Borisov). Вона стала першою, відкритою з території незалежної України.
30 серпня 2019 року відкрив першу міжзоряну комету, яка отримала тимчасове позначення C/2019 Q4 (Borisov).
Відомий також власною розробкою унікального світлосильного телескопу «Genon», який використовує для відкриттів.
Станом на 2019 рік відкрив 9 комет:
- C/2013 N4 (Borisov). Дата відкриття: 08.07.2013. Зоряна величина (в момент відкриття): 17
- C/2013 V2 (Borisov). Дата відкриття: 06.11.2013. Зоряна величина (в момент відкриття): 17
- C/2014 Q3 (Borisov). Дата відкриття: 22.08.2014. Зоряна величина (в момент відкриття): 17
- C/2014 R1 (Borisov). Дата відкриття: 05.09.2014. Зоряна величина (в момент відкриття): 16
- C/2015 D4 (Borisov). Дата відкриття: 23.02.2015. Зоряна величина (в момент відкриття): 17
- C/2016 R3 (Borisov). Дата відкриття: 11.09.2016. Зоряна величина (в момент відкриття): 16
- C/2017 E1 (Borisov). Дата відкриття: 01.03.2017. Зоряна величина (в момент відкриття): 17
- C/2019 Q4 (Borisov). Дата відкриття: 30.08.2019. Зоряна величина (в момент відкриття): 18
- C/2019 V1 (Borisov). Дата відкриття: 02.11.2019. Зоряна величина (в момент відкриття): 19